# Lingua Ignota

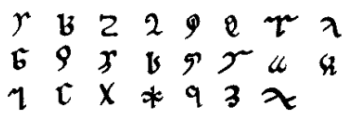
23 «litterae ignotae» — знаки алфавіту Гільдегарди

Lingua Ignota (з лат. «невідома мова») — одна з перших штучних мов, яку описала в XII ст. абатиса Гільдеґарда Бінгенська. Частково описана в трактаті Гільдеґарди «Lingua Ignota per simplicem hominem Hildegardem prolata», що дійшов до нас у двох манускриптах, що датуються приблизно 1200 р.; це Вісбаденський кодекс та Берлінський манускрипт. Опис є глосарієм зі 1011 слів (здебільшого іменників, але з включенням небагатьох прикметників) даних в «ієрархічному» порядку — на початку йдуть слова для Бога, ангелів і святих — з тлумаченнями переважно латиною і меншою мірою німецькою мовою. У глосарії можна виявити сліди словотворення шляхом словоскладання і за допомогою суфіксів.
Лексика апріорна, однак граматика схожа з латинською.
Мета створення мови залишається нам невідомою. Також не встановлено, чи був хто-небудь, крім Гільдеґарди, знайомий з ним. У ХІХ ст. деякі вважали, що мова задумувалася як «ідеальна» і універсальний, проте нині вважається, що вона мала залишатися таємною і сприймалася автором як плід божественного натхнення. Так чи інакше, після смерті Гільдеґарди ніхто не зберігав знання про її мову.

## Текст на Lingua Ignota
Єдиний текст мовою Lingua Ignota має такий зміст:
 O orzchis Ecclesia, armis divinis praecincta, et hyacinto ornata, tu es caldemia stigmatum loifolum et urbs scienciarum. O, o tu es etiam crizanta in alto sono, et es chorzta gemma. 
Виділені слова — лексичні одиниці Lingua Ignota, інші ж є латинськими. З п'яти слів лише loifol («люди») входить у згаданий вище глосарій; наявність ще чотирьох — свідчення того, що лексика Lingua Ignota не вичерпувалася 1011 словами.